# FCフアレス
フトボル・クルブ・フアレス（スペイン語: Fútbol Club Juárez）は、メキシコ北西部、チワワ州最大の都市シウダー・フアレスに本拠地を置くサッカークラブである。リーガMXに所属。ブラボス・デ・フアレス、または単にフアレスという呼称で知られている。

## 歴史
FCフアレスは2015年、アメリカのテキサス州エルパソと国境を接した、メキシコのシウダー・フアレスに設立された。シウダー・フアレスにはリーガMXに所属していたインディオス・デ・シウダー・フアレスが存在していたが、経営難に悩まされ、2012年に解散した。
2015年6月7日、アセンソMX関係者は、2015-16シーズンのアペルトゥーラ2015からFCフアレスがアセンソMXに参戦することを発表した。
2019年6月11日、クラブは財政難のロボスBUAPを買収し、リーガMXに所属することとなった。

## スタジアム
チワワ州のシウダー・フアレスにある19,765人収容のエスタディオ・オリンピコ・ベニート・フアレスをホームスタジアムとしている。シウダー・フアレス自治大学（スペイン語: Universidad Autónoma de Ciudad Juárez）が所有している。スタジアムは1980年10月に開場。1981年5月12日にはメキシコ代表とアトレティコ・マドリードが試合を行った。

## テクニカルスタッフ
2020年2月20日 現在
| 役職               | 名前                     |
| ------------------ | ------------------------ |
| 監督               | ガブリエル・カバジェロ   |
| アシスタントコーチ | ヘラルド・マスカレーニョ |
| アシスタントコーチ | ホルヘ・パウタッソ       |
| フィットネスコーチ | ネストル・イバーラ       |
| GKコーチ           | ロヘリオ・ロドリゲス     |
| 理学療法士         | ホセ・ゴンサレス         |
| チームドクター     | ルイス・ゴンサレス       |

## 歴代監督
- セルヒオ・オルドゥーニャ (2015-2016)
- ミゲル・デ・ヘスス・フエンテス (2016-2018)
- トマス・カンポス (暫定) (2018)
- ガブリエル・カバジェロ (2018-)

## 現所属メンバー
2020年2月5日 現在
注：選手の国籍表記はFIFAの定めた代表資格ルールに基づく。
| No. | Pos. |              | 選手名                       |
| --- | ---- | ------------ | ---------------------------- |
| 1   | GK   | メキシコ     | エンリケ・パロス             |
| 2   | DF   | メキシコ     | アラン・メンドーサ           |
| 3   | DF   | メキシコ     | ルイス・ロペス               |
| 4   | DF   | メキシコ     | エリオ・カストロ             |
| 5   | MF   | エクアドル   | ジェフェルソン・イントリアゴ |
| 7   | MF   | メキシコ     | ヘスス・サバラ               |
| 8   | FW   | パラグアイ   | ダリオ・レスカノ             |
| 10  | MF   | パラグアイ   | ウィリアム・メンディエタ     |
| 11  | MF   | アルゼンチン | マウロ・フェルナンデス       |
| 12  | GK   | メキシコ     | フェリペ・ロペス             |
| 13  | MF   | エクアドル   | エリック・カスティージョ     |
| 14  | MF   | メキシコ     | フランシスコ・コントレラス   |
| 15  | DF   | ウルグアイ   | マキシミリアーノ・オリベーラ |
| 16  | MF   | メキシコ     | ホアキン・エスキベル         |
| 17  | MF   | メキシコ     | フラビオ・サントス           |

| No. | Pos. |            | 選手名                            |
| --- | ---- | ---------- | --------------------------------- |
| 18  | FW   | メキシコ   | ビクトル・マニョン                |
| 19  | DF   | チリ       | ブルーノ・ロモ                    |
| 21  | MF   | メキシコ   | フランシスコ・ネバレス            |
| 22  | MF   | ウルグアイ | マルティン・ラブニャル            |
| 23  | FW   | メキシコ   | ブリアン・ルビオ                  |
| 24  | DF   | メキシコ   | ホセ・アブラアム・ロドリゲス      |
| 25  | DF   | パラグアイ | ビクトル・ベラスケス              |
| 26  | DF   | メキシコ   | アルベルト・アコスタ              |
| 27  | DF   | メキシコ   | エドガルド・マリン                |
| 28  | MF   | メキシコ   | オマル・パヌコ                    |
| 29  | MF   | メキシコ   | カルロス・ロセル                  |
| 30  | DF   | メキシコ   | ルイス・エルナンデス              |
| 31  | GK   | メキシコ   | イバン・バスケス・メジャド (主将) |
| 35  | FW   | パラグアイ | ブラス・アルモア                  |
| --  | FW   | ウルグアイ | ガブリエル・フェルナンデス        |

## タイトル
- アセンソMX: 1回

アペルトゥーラ2015